# لانگرانوگ
لانگرانوگ (به انگلیسی: Llangrannog) یک منطقهٔ مسکونی در بریتانیا است که در Ceredigion واقع شده‌است. لانگرانوگ ۷۷۵ نفر جمعیت دارد.